# Sonde fluorescente
Pour les articles homonymes, voir Sonde.

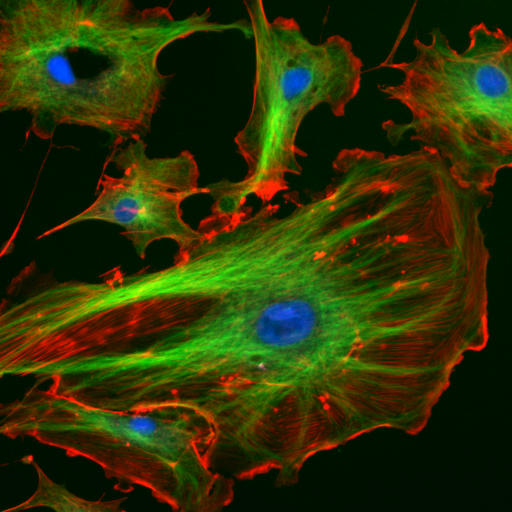
Utilisation de sondes fluorescentes pour être capable de visualiser des structures qui sont, en temps normal, invisibles de par leur taille. Cellules endothéliales vues au microscope. En bleu, noyaux marqués au DAPI. En vert, microtubules marqués par un anticorps couplé à un fluorochrome. En rouge, actine marquée à la phalloïdine.

Une sonde fluorescente est une molécule fluorescente que l'on ajoute à un milieu (cellule ou monocouche, par exemple) pour mettre en évidence certaines zones et/ou pour étudier les propriétés physiques d'un milieu.